# Iota Coronae Borealis
Iota Coronae Borealis (ι CrB / 14 Coronae Borealis / HD 143807) es una estrella situada en la constelación de Corona Boreal de magnitud aparente +4,98. Se encuentra a 351 años luz de distancia del sistema solar.
De tipo espectral A0p, Iota Coronae Borealis es una estrella blanca de la secuencia principal con una temperatura efectiva de 11.000 K; la «p» denota que es una estrella químicamente peculiar. 
Brilla con una luminosidad 147 veces mayor que la luminosidad solar, comparable a la de Alioth (ε Ursae Majoris), también estrella peculiar. El radio de Iota Coronae Borealis es un 40% más grande que el del Sol. Es una estrella binaria espectroscópica —su duplicidad ha sido detectada por espectroscopia— con un período orbital de 35,47 días.
Iota Coronae Borealis exhibe un elevado contenido de mercurio, siendo miembro del grupo de las estrellas de mercurio-manganeso, tipificado por Alpheratz (α Andromedae) y χ Lupi. Estas estrellas, además de mostrar elevados contenidos de metales pesados, se caracterizan por rotar lentamente; de hecho, la velocidad de rotación medida para Iota Coronae Borealis es de sólo 1 km/s, valor excepcionalmente bajo para una estrella de sus características.